# Seznam glasbenih oblik
Seznam glasbenih oblik

## A
- Alemanda

## B
- Balet

## C
- Capriccio
- Concerto Grosso

## D
- Divertimento
- Duet

## E
- Etuda

## F
- Fantazija
- Fuga

## K
- Kantata
- Koral
- Koncert
- Končertino
- Kuranta (Couranta)

## M
- Madrigal
- Maša
- Motet
- Muzikal

## O
- Opera
- Opereta
- Oratorij

## P
- Pavana
- Ples
- Poloneza
- Preludij

## R
- Rekvijem
- Rapsodija

## S
- Sarabanda
- Scherzo
- Sonata
- Sonatina
- Spevoigra
- Suita
- Simfonična pesnitev
- Simfonija

## U
- Uvertura

## V
- Variacije

## Ž
- Žiga (Gigue)